# Futiga
Futiga är en ort i Amerikanska Samoa (USA).   Den ligger i distriktet Västra distriktet, i den västra delen av landet, 10 km sydväst om huvudstaden Pago Pago. Futiga ligger 74 meter över havet och antalet invånare är 498. Den ligger på ön Tutuila Island.
Terrängen runt Futiga är kuperad åt nordväst, men österut är den platt. Havet är nära Futiga söderut.  Närmaste större samhälle är Pago Pago, 10,0 km nordost om Futiga. 